# Walther Aufhammer
Walther Aufhammer (ur. 30 września 1938) – niemiecki profesor nauk rolniczych. Specjalizuje się w zagadnieniach z zakresu agronomii. Członek zagraniczny Polskiej Akademii Nauk od 1994 roku. Wykładowca na Uniwersytecie Hohenheim.